# Wilhelm Frydag
Wilhelm Frydag (* 14. Juni 1880 in Münster; † 22. September 1943 in Berlin; vollständiger Name: Wilhelm Theodor Kaspar Frydag) war ein deutscher Architekt, der in Berlin tätig war und sich auf Kirchenbauten spezialisierte. Drei seiner erhaltenen Bauwerke stehen unter Denkmalschutz.

## Leben
Wilhelm Frydag betrieb nach Schulbesuch und Ausbildung ein Architekturbüro im Haus Hundekehlestraße 29 in Dahlem bei Berlin (seit 1938 zu Berlin-Schmargendorf gehörig), meist ohne Sozius. Offenbar wohnte er sein ganzes Leben lang in diesem Mehrfamilienhaus, zusammen mit den sechs Bildhauern Bernhard Frydag, Alfred Raum, Hans Arnoldt, Carl Ebbinghaus, Hermann Hosaeus, Sigismund Wernelinck und mehreren Malern.
Die erste bedeutendere Arbeit Wilhelm Frydags als Architekt war die Beteiligung an Entwurf und Bau der Kirche St. Joseph im späteren Berliner Verwaltungsbezirk Wedding, gemeinsam mit seinem Onkel Wilhelm Rincklake.
Zwischen 1916 und 1918 musste Frydag Kriegsdienst leisten – „zur Zeit im Felde“ hieß es 1917.
Wilhelm Frydag starb nach kurzem Leiden am 22. September 1943 im Alter von 63 Jahren in Berlin. Die Beisetzung fand am 28. September auf dem Waldfriedhof Dahlem statt.

## Bauten (Auswahl)
- 1907–1909: katholische Kirche St. Joseph in Berlin-Wedding, Müllerstraße 161 (neuromanisch)[5][7]
- 1914: katholische Kirche St. Laurentius in Berlin-Moabit, Bandelstraße (Entwurf und Bauleitung zusammen mit Hermann Bunning[8]; im Zweiten Weltkrieg zerstört; Der 1952 eingeweihte Neubau lehnt sich nicht an den neobarocken Vorgängerbau an.)
- 1914–1915: Dreifaltigkeitskirche in Berlin-Friedrichshain, Böcklinstraße 7/8[9][10]
- 1928: Blumenverkaufshalle auf dem Kirchhof der St.-Sebastian-Gemeinde an der Humboldtstraße in Berlin-Reinickendorf (Bürogemeinschaft Frydag & Greth)[11]